# Coralliophila aedonia
Coralliophila aedonia är en snäckart som först beskrevs av Watson 1886.  Coralliophila aedonia ingår i släktet Coralliophila och familjen Coralliophilidae. Inga underarter finns listade i Catalogue of Life.